# Camí de Sant Llorenç Savall a Granera
El camí de Sant Llorenç Savall a Granera és una pista forestal dels termes municipals de Sant Llorenç Savall, de la comarca del Vallès Occidental, i de Granera, a la comarca del Moianès.

El Camí de Sant Llorenç Savall a Granera respecte del terme de Granera

El camí arrenca del poble de Sant Llorenç Savall, al nord del Polígon industrial Les Conques, prop de la Deixalleria de Sant Llorenç Savall, des d'on arrenca cap al nord seguint de forma paral·lela al Ripoll per la riba esquerra del riu, fins que, al cap de poc, s'enfila cap a la carena que separa aquest riu de la riera de l'Ermengol i al cap de poc es decanta cap a la vall d'aquesta segona riera. Passa pel marge dret del Ripoll, fins que arriba a prop i a llevant de la capella de Sant Feliu de Vallcàrquera i de Cal Panxot.
En aquest lloc, el camí va a buscar la carena que es troba al nord-est de Cal Panxot, i que passa pel costat de llevant dels plans de l'Ermengol, travessant Vallcàrquera. Passa pel costat de llevant del Roc del Cornut, i es comença a enfilar cap al nord-oest, per pujar dalt del coll de Trens, moment en què deixar enrere el terme de Sant Llorenç Savall per entrar en el de Granera.
Del Coll de Trens comença a davallar cap a Granera, en direcció al nord-est, va a cercar el vessant de ponent del serrat del Clapers, el costat de llevant de la masia de Coronell i del serrat de Coronell i va a buscar la carretera de Granera a la B-124 just a l'extrem de migdia del serrat del Planot, des d'on acaba d'arribar, en direcció nord, a Granera.